# Эррера, Артуро
Артуро Эррера (англ. Arturo Herrera, род. 1959) — современный немецкий художник, работает с различными медиа.

## Биография
Артуро Эррера родился в Каракасе, Венесуэла в 1959 г., живёт и работает в Берлине, Германия. Получил образование в Университете Талсы в Оклахоме и Иллинойсском университете в Чикаго.

## Творчество
Работы Эрреры включают коллажи, графику, скульптуру, рельефы, настенные росписи, фотографию. В его работах часто переплетаются персонажи из мультфильмов с абстрактными формами и смутными образами, которые будоражат память. Используя техники фрагментации, сращивания, изменения контекста, работы Эрреры провокативны и неоднозначны. Для своих коллажей он использует образы из мультфильмов, книг для раскрашивания, сказок, соединяя персонажей в духе Диснея с жестокими и сексуальными образами, создавая работы, граничащие между фигуративным и абстрактным, разрушая невинность мультипликационных персонажей темной психологией. В своих работах из ткани, художник вырезает формы из материала и прикалывает к стене таким образом, что они свисают, напоминая брызги и капли в живописи Джексона Поллока.

## Персональные выставки
- Dia Center for the Arts, New York (1998)
- Contemporary Art Center, New York (2000)
- Centre d’Art Contemporain, Geneva (2000)
- UCLA Hammer Museum, Los Angeles (2001)
- Centro Galego de Arte Contemporánea, Santiago de Compostela (2005)
- Americas Society, New York (2011)